# Pomponia Graecina
Pomponia Graecina (* im 1. Jahrhundert; † nach 83) war die Ehefrau von Aulus Plautius und möglicherweise eine der ersten namentlich bekannten Christinnen in Rom.

## Leben
Pomponia stammte aus dem plebejischen Geschlecht der Pomponier. Möglicherweise war sie Tochter oder Enkelin des Suffektkonsuls des Jahres 16 Gaius Pomponius Graecinus, eines Freundes von Ovid. Dessen Ehefrau Asinia war die Tochter von Vipsania Agrippina aus deren zweiter Ehe mit Gaius Asinius Gallus, Enkelin des Marcus Vipsanius Agrippa und Urenkelin des Titus Pomponius Atticus, und damit mit dem julisch-claudischen Kaiserhaus verwandt. Pomponia war verheiratet mit Aulus Plautius, der 29 n. Chr. Suffektkonsul gewesen war, 43 n. Chr. Britannien eroberte und dafür im Jahr 47 eine Ovatio bewilligt bekam. Der junge Aulus Plautius, den Nero hinrichten ließ, war eventuell ihr Sohn.
Bekannt ist Pomponia vor allem durch den Bericht des Tacitus, wonach sie im Jahr 57 wegen „superstitionis externae rea“, der Ausübung eines fremden Aberglaubens, angeklagt worden sei. Im selben Kontext erwähnt Tacitus, dass Pomponia nach dem Tod ihrer im Jahr 43 auf Anstiftung von Messalina hingerichteten Freundin oder entfernten Verwandten Iulia, der Tochter des jüngeren Drusus, vierzig Jahre lang Trauer getragen habe. Weil Frauen im Alten Rom der Gerichtsbarkeit ihres Pater familias unterstanden, wurde der Fall an ihren Ehemann überwiesen, der sie freisprach.
Da der Begriff „Superstitio“ seit Nero auch für das aufkommende Christentum Verwendung fand, wurde daraus geschlossen, dass Pomponia Christin gewesen sei. Sie wäre damit die erste bekannte Christin aus einer Senatorenfamilie. Giovanni Battista de Rossi identifizierte sie als die heilige Lucina. Diese wohlhabende Frau ließ laut dem Liber Pontificalis den heiligen Papst Cornelius auf ihrem Land in einer Krypta beisetzen. Diese Grablege meinte Rossi anhand von Grabinschriften im ältesten Teil der von ihm entdeckten Calixtus-Katakombe zu erkennen. Peter Lampe deutet ihre angeblich jahrzehntelange Trauer als die von den öffentlichen und privaten Vergnügungen zurückgezogene Lebensführung der frühen Christen. Demnach hätte Pomponia ihren christlichen Glauben vor ihren Standesgenossen erfolgreich geheim gehalten. Vielmehr habe ihr Verhalten, das auch eine Brüskierung des Kaisers Claudius darstellte, der die Hinrichtung seiner Cousine zugelassen hatte, ihr zur Ehre gereicht. Wandinger führt an, dass die Trauer der Pomponia zwar während der Abwesenheit ihres Ehemannes 43–47 n. Chr. – nicht aus persönlicher Frömmigkeit – als Schutz vor den Machenschaften der Messalina gedient haben könnte; für längere Zeit sei die Trauer um eine entfernte Verwandte jedoch sehr ungewöhnlich gewesen. In den späteren Jahren sei Pomponia demnach höchstwahrscheinlich mit Billigung ihres Ehemannes Christin gewesen.

## Literarische Darstellung
In dem Roman Quo vadis? von Henryk Sienkiewicz erscheinen Pomponia und Plautius als Adoptiveltern der Hauptperson, der jungen Christin Lygia.